# جوناثان هارون
جوناثان هارون (بالإنجليزية: Jonathan Aaron)‏ هو بروفيسور وشاعر أمريكي، ولد في 1941 في نورثهامبتون في الولايات المتحدة.